# Raffaele Poerio
Raffaele Poerio (Catanzaro, 1792 – Torino, 1853) è stato un militare e patriota italiano, nonché ufficiale della Legione straniera francese. Fu capo della carboneria di Catanzaro e sostenne i moti del 1820-1821.

## Biografia
Nato in una famiglia aristocratica di patrioti, impregnata di idee liberali e dedita all'unità d'Italia, Raffaele Poerio ebbe per fratello Giuseppe Poerio. Fu avviato giovanissimo alla carriera delle armi. Prestò  servizio in Spagna alle dipendenze del re Giuseppe Bonaparte e ritornò a Napoli con Gioacchino Murat. Nel 1820 prese parte ai falliti moti insurrezionali di Napoli contro i Borbone, ma con l'occupazione austriaca del Regno, fuggì in Calabria tentando la sollevazione di Catanzaro. 
Gran Maestro della Carboneria, il Poerio fu costretto più volte all'esilio a Malta tra il 1822 e il 1831 e in Inghilterra. Nel gennaio 1832 emigrò con altri patrioti italiani in Francia e si arruolò nella neonata Legione straniera nella quale fu ben presto nominato ufficiale e intraprese una brillante carriera. 
Ad Auxerre prese il comando del V battaglione della Legione, composto interamente da fuoriusciti italiani, che fu  trasferito poco dopo in Algeria per intraprendere la campagna di conquista contro gli insorti delle tribù arabe capeggiate dal leggendario Abdel-Kader. 
Nella campagna militare, Raffaele Poerio si  distinse in sanguinosi combattimenti contro le forze arabe.  Passò dal servizio della Francia a quello del governo spagnolo nel luglio del 1835, con la cosiddetta  seconda Legione,  per sostenere sul trono Isabella II contro le pretese dello zio Carlo Maria Isidoro di Borbone-Spagna. 
Ritornato  in Algeria rientrò nei ranghi della vecchia Legione, e nei combattimenti del 1842 per la repressione della resistenza anticoloniale algerina perdette il figlio Annibale Mariano, che nel 1840, non ancora ventenne,  si era pure arruolato nella Legione. Promosso al grado di colonnello, assunse il comando della piazzaforte di Blida.
Dopo diciassette anni di servizio coloniale, nel 1848, con lo scoppio della prima guerra di indipendenza, Poerio rientrò in Italia. Ottenne dal governo provvisorio della Lombardia il comando, con il grado di generale, di una brigata della divisione di Ettore Perrone di San Martino prima di transitare nell'esercito regolare sardo, nel quale  prestò servizio fino al  novembre 1851, anno in cui fu posto in congedo. 
Morì a Torino nel 1853.